# Harpoon
Harpoon, w wariantach AGM-84, RGM-84, UGM-84 – amerykański przeciwokrętowy pocisk manewrujący, rakietowy krótkiego zasięgu, wystrzeliwany z platform nawodnych, podwodnych i powietrznych, przeznaczony do zwalczania celów nawodnych. Harpoon jest pociskiem jednogłowicowym, napędzanym na całej długości lotu aerodynamicznego przez silnik turbowentylatorowy. W zależności od platformy przenoszenia, występuje w wariantach o sygnaturze AGM-84 dla pocisków przenoszonych przez statki powietrzne, RGM-84 przenoszone przez okręty nawodne oraz UGM-84, dla których platformą bojową są okręty podwodne.

## Rozwój systemu

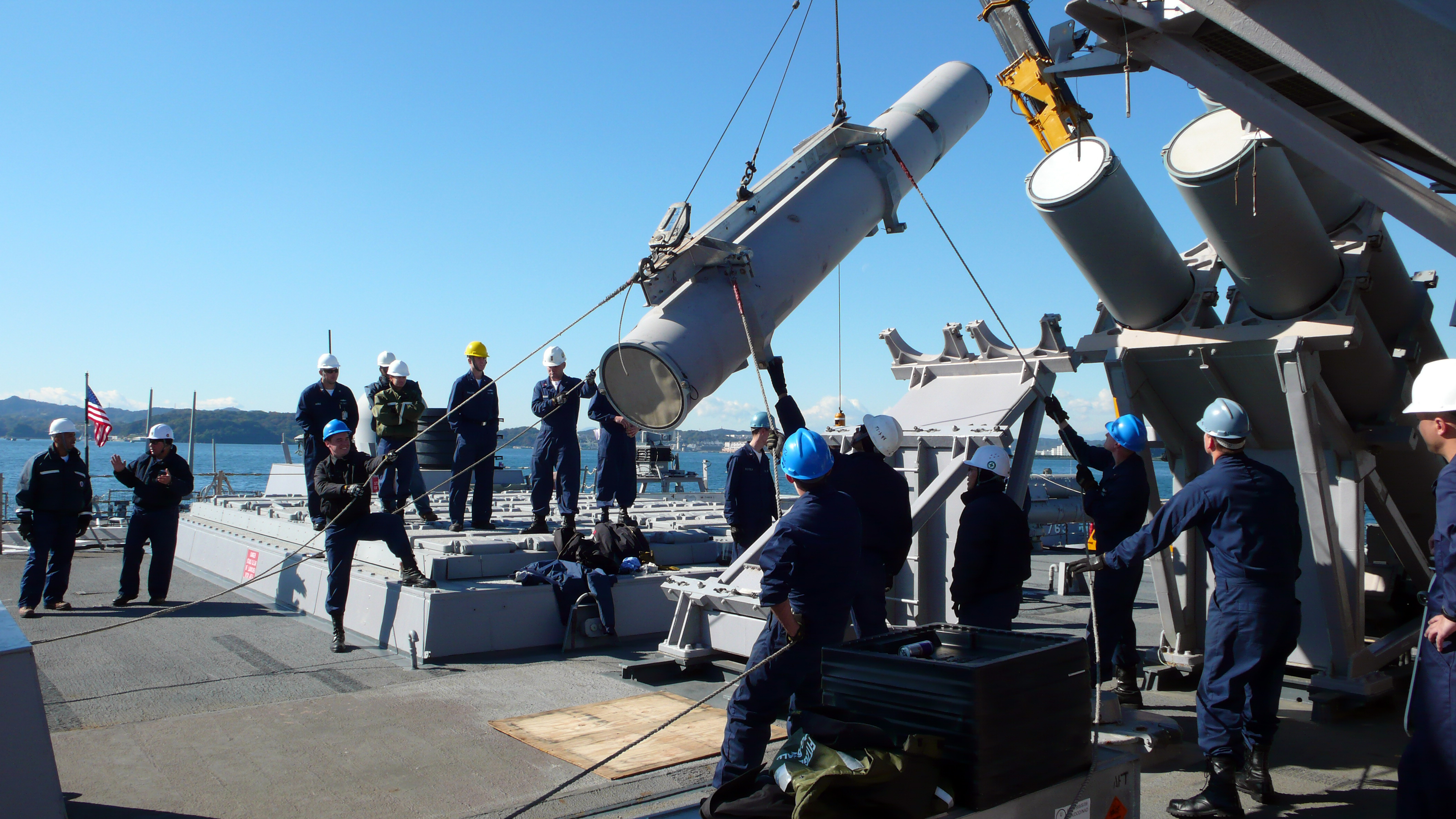
Montowanie harpoonu na swoim miejscu

W roku 1965 marynarka wojenna Stanów Zjednoczonych rozpoczęła wstępne prace nad przeciwokrętowym pociskiem rakietowym o zasięgu 45 kilometrów (25 Mm). Głównym przeznaczeniem pocisku miało być niszczenie okrętów podwodnych slangowo nazywanych przez marynarzy „waleniami”, stąd jego nazwa harpun. Po zatopieniu w 1967 izraelskiego niszczyciela „Eilat” przez radziecki pocisk przeciwokrętowy P-15 Termit, US Navy złożyła zamówienie na konstrukcję podobnego pocisku służącego do niszczenia głównie jednostek nawodnych. Prototypowy pocisk oznaczony jako ZAGM-84A został przedstawiony w 1970 przez wytwórnię McDonnell Douglas. W lipcu 1971 roku McDonnell Douglas wygrał rządowy kontrakt na rozwój systemu i w maju 1973 roku United States Navy wybrała Harpoon na swój podstawowy pocisk przeciwokrętowy (Anti-Surface Vessel - ASV) w wersjach przeznaczonych do przenoszenia przez samoloty (AGM-84A), okręty podwodne (UGM-84A) oraz okręty nawodne (RGM-84A). Wszystkie trzy systemy weszły do służby w 1977 roku. Od tego czasu powstały i zostały wprowadzone na uzbrojenie kolejne wersje pocisku, oznaczane literowo: A, B, C, D, E, F, G, H, J, K oraz L. W 1979 roku zostały podjęte studia nad nuklearną wersją tego pocisku, wersja ta nigdy jednak nie otrzymała środków finansowych na rozwój.
W ciągu lat nieprzerwanego rozwoju konstrukcji, podjęto wiele programów ulepszania pocisku w wyniku których powstały wersje Block 1B, 1C, 1D, 1E (SLAM), 1G, 1H (SLAM-ER), 1J (Harpoon 200), 1K oraz 1L (Block 2). Początkowy standard pocisku Block 1 oznaczony był jako AGM / RGM / UGM-84A na wyposażeniu wojsk USA oraz UGM-84B w służbie brytyjskiej. Block 1B posiadał desygnację AGM / RGM / UGM-84C, Block 1C zaś AGM / RGM / UGM-84D. Block 1D RGM-84F został anulowany przed wejściem do służby, Block 1E AGM-84E (znany także jako Stand-off Land Attack Missile - SLAM), Block 1G AGM / RGM / UGM-84G oraz SLAM-ER oznaczony jako AGM-84H. Block 1J był propozycją dla dalszego rozwoju, AGM / RGM / UGM-84J Harpoon (lub Harpoon 2000) wersja służąca do zwalczania zarówno celów pływających jak i celów lądowych.
Zmodyfikowany projekt Block 2, dla AGM / RGM / UGM-84L zastąpił Harpoon 2000 wszedł do programu rozwojowego w listopadzie 1998 roku. Ta wersja pocisku używa bezwładnościowego układu nawigacyjnego (Inertial Measurement Unit - IMU) pochodzącego z precyzyjnie naprowadzanych bomb JDAM oraz INS/GPS z pocisków SLAM-ER.

## Konstrukcja
Specyfikacje

RGM / UGM-84 Harpoon
Długość: 4,64 m
Średnica korpusu: 0,34 m
Masa startowa: 682 kg
Ładunek: Pojedyncza głowica; 222 kg
Głowica: penetracyjna, burząca
Naprowadzanie: inercyjne, radarowe
Napęd: turbowentylatorowy
Zasięg: 130 km

AGM-84 Harpoon
Długość: 3,85 m
Średnica korpusu: 0,34 m
Masa startowa: 556 kg
:Ładunek: Pojedyncza głowica; 222 kg
Głowica: penetracyjna, burząca
Naprowadzanie: inercyjne, radarowe
Napęd: turbowentylatorowy
Zasięg: 120 km

AGM-84E SLAM
Długość: 4,50 m
Średnica korpusu: 0,34 m
Masa startowa: 628 kg
:Ładunek: Pojedyncza głowica; 222 kg
Głowica: penetracyjna, burząca
Naprowadzanie: inercyjne GPS, IR
Napęd: turbowentylatorowy
Zasięg: 95 km

AGM-84H SLAM-ER
Długość: 4,37 m
Średnica korpusu: 0,34 m
Masa startowa: 680 kg
:Ładunek: Pojedyncza głowica; 247 kg
Głowica: penetracyjna, burząca
Naprowadzanie: inercyjne, GPS, IR
Napęd: turbowentylatorowy
Zasięg: 280 km

Harpoon ma cztery trójkątne skrzydła o obciętych końcówkach (składane w wariancie okrętowym i dla okrętów podwodnych) w środkowej części korpusu oraz cztery umieszczone w jednej linii z nimi mniejsze płetwy ogonowe. Wraz z rakietowym silnikiem startowym, pocisk w wersjach odpalanych z wody ma 4,64 metra długości, zaś średnica korpusu wynosi 0,43 metra. Wyposażony jest w penetracyjną głowicę burzącą o masie 222 kilogramów, zaś jego masa startowa wynosi 682 kilogramy. Zarówno UGM-84A jak i RGM-84A napędzane są silnikiem turbowentylatorowym silnikiem marszowym, oraz dwoma tandemowymi silnikami startowymi umieszczonymi w jednej linii, wraz z czterema płetwami każdy. Napędzany paliwem stałym silnik startowy wypala się w ciągu 3 sekund, po czym jest odrzucany.

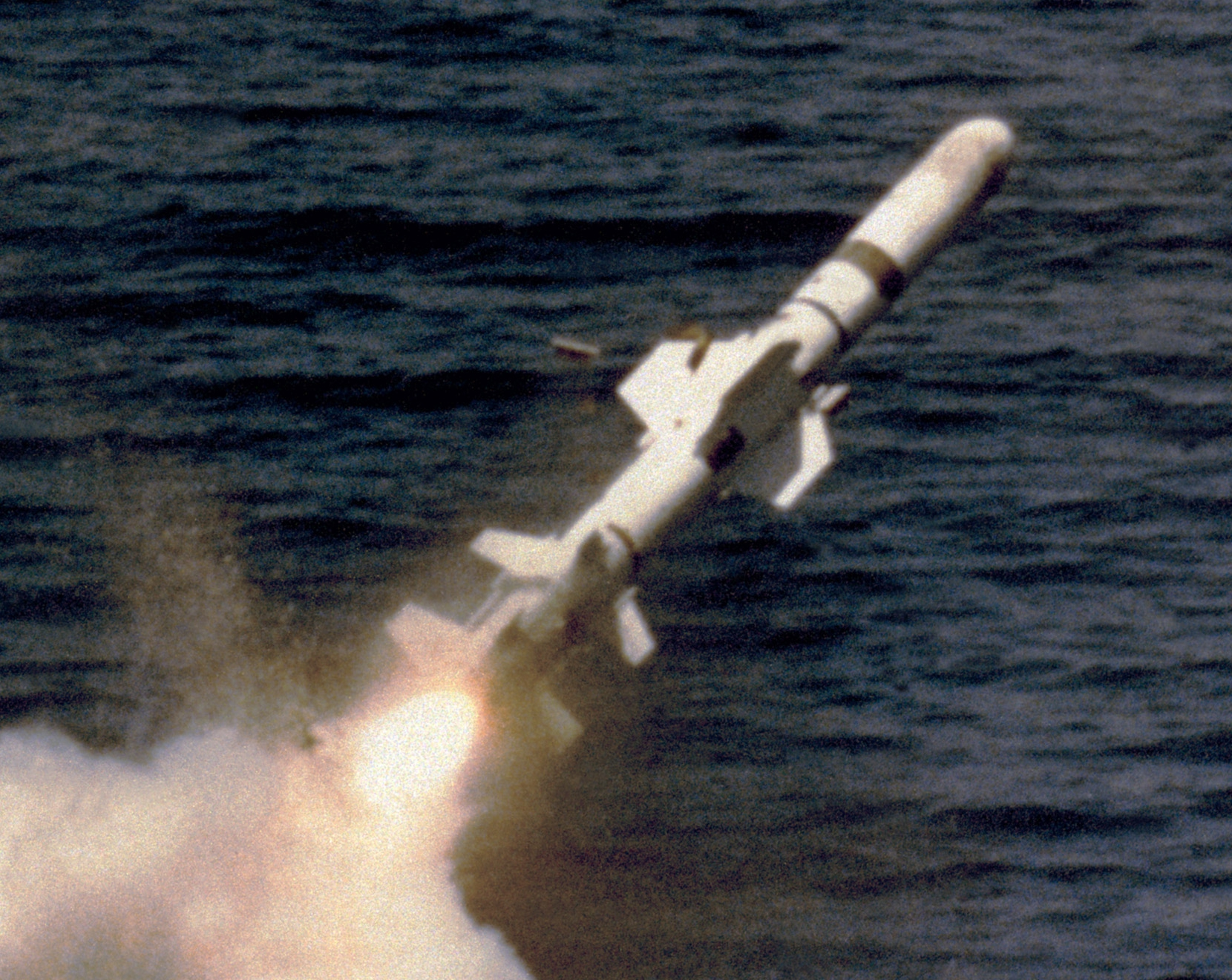
Odpalany z zanurzonego okrętu podwodnego pocisk UGM-84. Widoczne dwa umieszczone jeden za drugim silniki startowe, z czterema płetwami ogonowymi każdy

Silnik turbowentylatorowy ma zbiornik paliwa z 45 kilogramami paliwa JP-6 bądź JP-100 wystarczającego na 15 minut lotu. Taka kombinacja zapewnia pociskowi maksymalny zasięg 130 kilometrów. W celu umożliwienia pociskowi w wersji UGM-84 startu z zanurzonego okrętu podwodnego, pocisk ten jest umieszczony w specjalnej kapsule. Po wystrzeleniu z wyrzutni torpedowej, rozłożeniu ulegają płetwy mające za zadanie ustabilizować ślizg kapsuły i zagwarantować właściwy kąt pod którym pocisk osiąga powierzchnię wody. Po wykryciu przez odpowiedni sensor że kapsuła opuściła wodę, inicjuje on procedurę odrzucenia czoła i części ogonowej kapsuły, a następnie uruchomienia silnika startowego. W tym samym czasie pocisk wydostaje się z kapsuły, skrzydła i płetwy ulegają rozwinięciu, a pocisk jest rozpędzany po trajektorii identycznej jak w wersji dla okrętów nawodnych. Okręty podwodne wyposażone w układ kontroli ognia Mk. 113 osobnego Encapsulated Harpoon Command and Launch System (EHCLS), podczas gdy okręty wyposażone w układ Mk. 117 posiadają zintegrowany układ kontroli systemu Harpoon.

Pociski wystrzeliwane z okrętów nawodnych, RGM-84 Harpoon, mogą być odpalane z wyrzutni Mk. 112 przeznaczonej dla rakietotorped RUR-5 ASROC, bądź wyrzutni Mark 141. Poza stanami Zjednoczonymi, do wystrzeliwania tych pocisków służą również wyrzutnie Mk. 140, a na mniejszych okrętach także Mk. 13. Jednostki nawodne używają systemu kontroli ognia AN/SWG-1 połączonego z radarem obserwacji powierzchni.

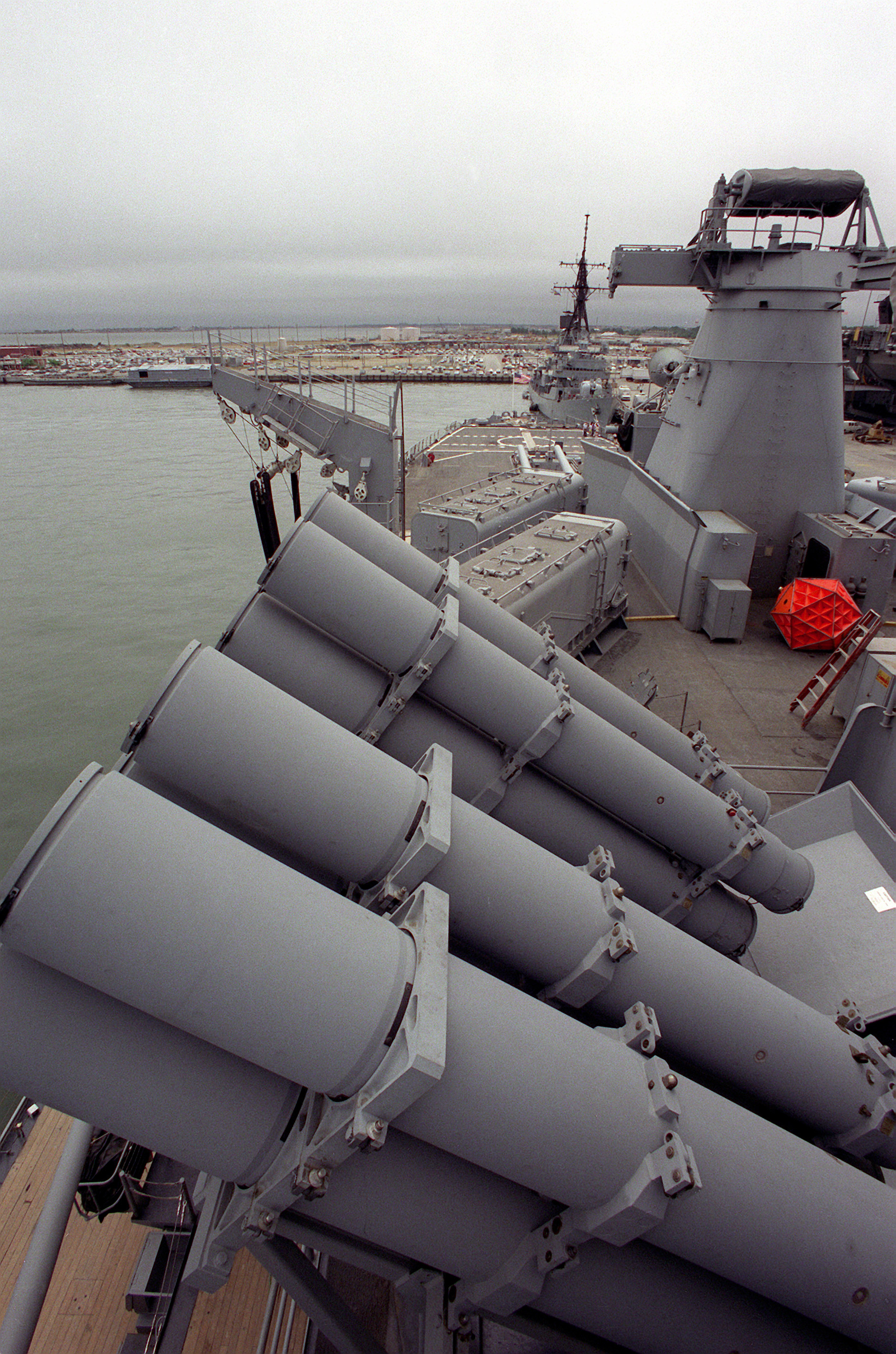
Wyrzutnia Mk. 141 pancernika USS „Iowa” (BB-61)

Wszystkie wersje pocisku maja taki sam zaprogramowany wzór lotu po odpaleniu z samolotu lub oddzieleniu się silnika startowego. Napędzany silnikiem turbowentylatorowym pocisk zmniejsza pułap swojego lotu do niewielkiej wysokości przelotowej kontrolowanej przez wysokościomierz i kontynuuje swój lot ku celowi korzystając ze swojego bezwładnościowego układu naprowadzania zasilanego energią z silnika. 
W zaprogramowanym przed startem momencie, najczęściej w ostatniej terminalnej fazie lotu, uruchamia się w trybie poszukiwania dwuosiowy radar pracujący w paśmie J. Radar ten może zostać zaprogramowany przed startem w dużym, średnim bądź małym oknie przeszukiwania w zależności od odległości od celu w momencie uruchomienia. Uruchomienie w małym oknie przeszukiwania wymaga precyzyjniejszego określenia pozycji celu przed wystrzeleniem pocisku, jednakże pocisk jest dzięki temu bardziej odporny na działania zakłócające stosowane przez przeciwnika za pomocą środków ECM (Electronic Countermeasures). Harpoon umożliwia także odpalenie w trybie Bearing Only Launch (BOL) z orientacyjnie jedynie ustaloną pozycja celu, w którym pocisk odpalony zostaje na nieprecyzyjny namiar celu, a aktywny radar układu naprowadzania uruchomiony zostaje już na wczesnym etapie trajektorii lotu pocisku  skanując przestrzeń w szerokim sektorze przeszukiwania do 45° z każdej strony względem kursu pocisku. W razie nieodnalezienia celu w określonym czasie od wystrzelenia, pocisk przełącza się w tryb poszukiwania stosując w tym zakresie zaprogramowane wzory poszukiwania, a w razie dalszego niepowodzenia, pocisk ulega samozniszczeniu. Niezależnie od trybu wystrzelenia pocisku, po odnalezieniu celu oraz zablokowania się na nim radaru poszukującego, przed trafieniem pocisk w wersji Block 1A wznosi się gwałtownie na wysokość do 1800 metrów nad celem wykonując manewr pop-up, po czym nurkuje w kierunku celu pod kątem około 30°.
Późniejsze wersje Block 1B oraz 1C posiadły możliwość ataku z wykorzystaniem terminalnego profilu sea-skimming w celu bezpośredniego trafienia w burtę celu, zaś Block 1C może także zostać zaprogramowany do niebezpośredniego podejścia do celu. 

### Platformy wystrzeliwania

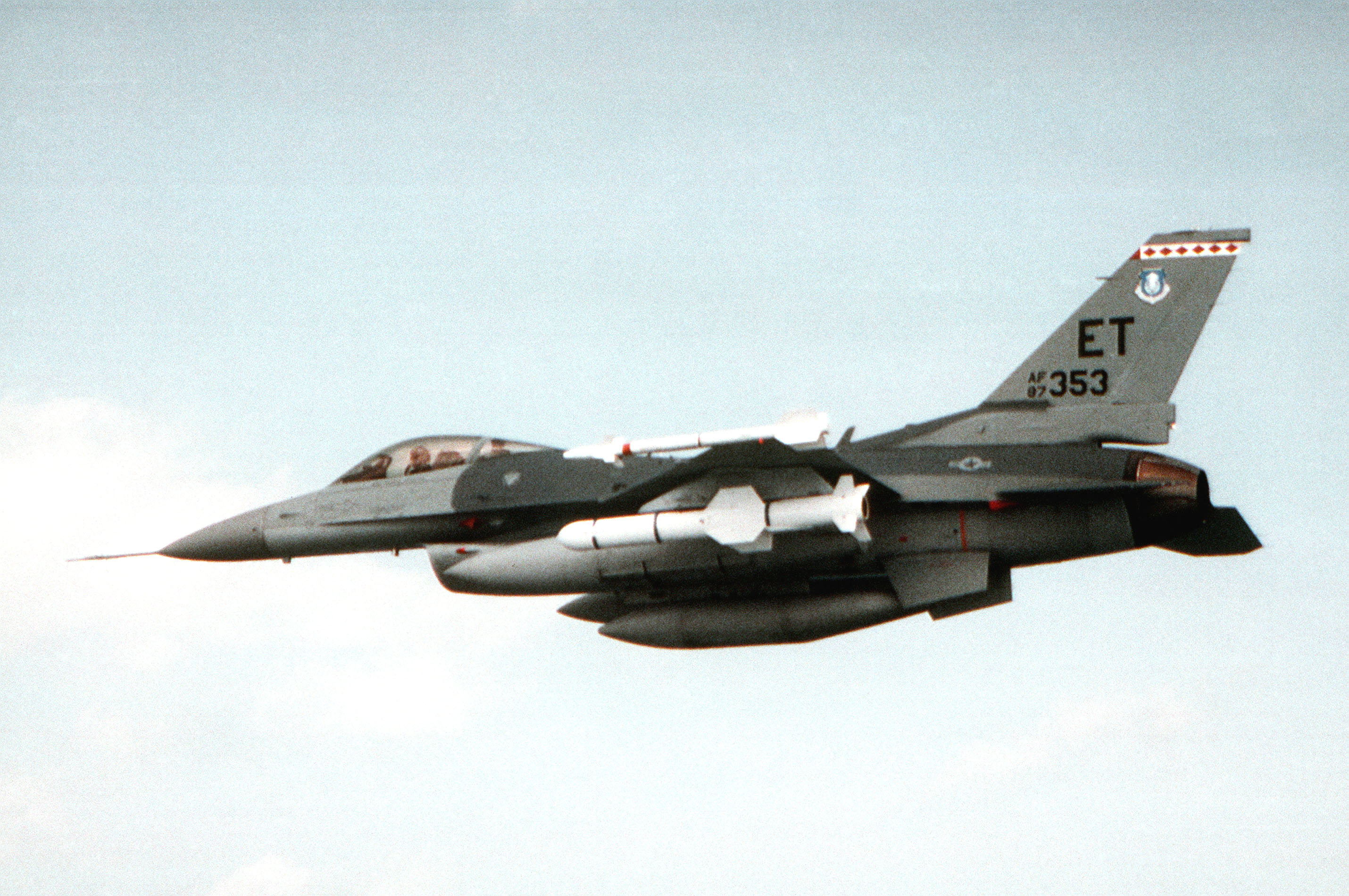
AGM-84 pod skrzydłem F-16 Fighting Falcon

Lotnicze wersje pocisków AGM-84 wszystkich wersji są wystrzeliwane ze standardowych węzłów podwieszeń uzbrojenia. Głównymi nosicielami tych pocisków są samoloty F/A-18 Hornet, F-16 Fighting Falcon, S-3B Viking, P-3C Orion, B-52H Stratofortress oraz P-8 Poseidon. W przeszłości przenosiły je również maszyny F-111C Aardvark, Grumman A-6 Intruder i brytyjskie Hawker-Siddeley Nimrod.
Wersje okrętowe RGM-84 były odpalane z wyrzutni kontenerowych różnych typów, lekkich Mk 140 lub wzmocnionych Mk 141, zawierających po 4 pociski, ale także ze starszych Mk 112 i Mk 26. Pociski pierwszej wersji RGM-84A posiadały składane powierzchnie sterowe i stabilizujące, które rozkładały się natychmiast po starcie.
Pociski przeznaczone do wystrzeliwania z okrętów podwodnych (UGM-84) zamykano w specjalnych kontenerach odpalanych z wyrzutni torpedowych, które po osiągnięciu powierzchni wody uwalniały pocisk Harpoon.

## Warianty pocisków Harpoon
- UGM-84B – wersja pocisku przeznaczona do wystrzeliwania z okrętów podwodnych brytyjskiej Royal Navy. Oznaczenie brytyjskie pocisku to GWS-60. Charakterystyczną cechą pocisku była możliwość lotu na bardzo niskim pułapie, prawie nad powierzchnią wody. Planowano produkcję analogicznych wersji okrętowych RGM-84B i lotniczych AGM-84B, ale żadnej z tych wersji nie zbudowano.
- xGM-84C – pociski AGM-84C, RGM-84C i UGM-84C należące do grupy pocisków Harpoon Block 1B. Charakteryzowały się niższym pułapem lotu tak jak przeznaczone dla Royal Navy UGM-84B, oraz brakiem możliwości ataku od góry w trybie pop-up. Pierwsze pociski tego Blocku wprowadzono do uzbrojenia w czerwcu 1982 roku.
- xGM-84D – pociski AGM-84D, RGM-84D i UGM-84D należące do grupy pocisków Harpoon Block 1C. Pociski tej grupy miały zwiększony do 220 km zasięg dzięki zastosowaniu innego paliwa dla silnika odrzutowego. Tryb ataku mógł być wybrany pomiędzy pop-up a atakiem przy powierzchni wody. Elektronika pocisku została unowocześniona i zabezpieczona przed środkami przeciwdziałania elektronicznego ECM. System kontroli uzbrojenia na okrętach został zmodyfikowany w taki sposób, aby umożliwić programowanie trasy pocisku, co pozwala na ukrycie pozycji wystrzeliwującej go jednostki.
- AGM-84E – całkiem nowy pocisk oznaczony jako SLAM (Stand-Off Land Attack Missile). Konstrukcja AGM-84E jest kombinacją kadłuba i głowicy Harpoona, systemu naprowadzania termicznego z pocisku AGM-65 Maverick i systemu transmisji danych z pocisku AGM-62 Walleye. Ta wersja AGM-84 miała być pociskiem przejściowym poprzedzającym wprowadzenie opracowywanego ówcześnie AGM-137 TSSAM, który ostatecznie nie wszedł do produkcji, a program jego rozwoju został zamknięty.
- AGM-84F i RGM-84F – pociski grupy Block 1D, charakteryzujące się większymi rozmiarami, większą masą zabieranego paliwa oraz - co za tym idzie - większym zasięgiem. Zwiększone rozmiary tej wersji pocisku uniemożliwiły zbudowanie wersji do wystrzeliwania z okrętów podwodnych. Większy zapas paliwa pozwolił na zaimplementowanie w pocisku funkcji poszukiwania celu zgodnie z zaprogramowanym wzorem przeczesywania powierzchni wody. W przypadku, gdy po załączeniu radaru głowica nie znajdzie celu, rozpoczyna jego poszukiwanie, kontynuując lot aż do wyczerpania paliwa. Program rozwojowy Block 1D zainicjowano w 1989 roku, a pierwsze pociski wystrzelono we wrześniu 1991. Początkowo planowano przebudowę pocisków wcześniejszych wersji do Block 1D, ale w 1993 program został zamknięty.
- xGM-84G – pociski AGM-84G, RGM-84G i UGM-84G należące do grupy pocisków Block 1G, które powstały przez przebudowę pocisków grupy Block 1C. Modernizacja objęła dodanie możliwości patrolowania określonej strefy w przypadku niewykrycia celu jak w Blocku 1D, oraz unowocześnieniu elektroniki, aby była mniej wrażliwa na środki przeciwdziałania radioelektronicznego.
- AGM-84H SLAM-ER – (od SLAM-Extended Response), znacznie unowocześniona i zmodyfikowana wersja AGM-84E opracowana w latach 1994–1997 i wprowadzona do uzbrojenia w 2000 roku. Najważniejszymi cechami odróżniającymi tę wersję pocisku od poprzedników są dwa skośne skrzydła, podobne jak w pocisku BGM-109 Tomahawk, które znacznie zwiększyły jego zasięg i zwrotność. Głowica naprowadzająca zawiera komputer z bezwładnościowym systemem nawigacyjnym INS, oraz wielokanałowym odbiornikiem GPS. Systemy transmisji danych charakteryzują się większym zasięgiem i mniejszą podatnością na zakłócenia systemami ECM.

Dane o celu mogą być wprowadzone do komputera pocisku z systemów pokładowych samolotu, a podczas lotu jest prowadzone dodatkowe poszukiwanie innych celów, które mogą w danej chwili okazać się ważniejszymi lub stanowiącymi większe zagrożenie. Głowica naprowadzania termicznego jest uodporniona na oślepienie laserowymi środkami obrony, a głowica bojowa tej wersji pocisku posiada większą masę 360 kg, w porównaniu do poprzednich wersji AGM-84.
- RGM-84J – pocisk grupy Block 2 zaproponowany przez McDonnell Douglas w ramach programu Harpoon 2000 na początku 1996. System naprowadzający stanowi wspomagany GPSem system INS i aktywna głowica naprowadzająca odporna na zakłócenia. Połączenie systemów GPS i INS pozwoliło na uzyskanie większej precyzji podczas ataków na cele znajdujące się na wybrzeżu. Ten typ pocisku nie został przyjęty do uzbrojenia amerykańskich sił, ale jest produkowany na eksport pod nazwą AGM-84L i RGM-84L.
- AGM-84K – zmodyfikowany wariant pocisku AGM-84H SLAM-ER. Pocisk został wprowadzony do uzbrojenia w lipcu 2002 roku, a wszystkie posiadane przez Stany Zjednoczone pociski Harpoon wersji AGM-84H mają być unowocześnione do standardu AGM-84K.